# Macaduma castanea
Macaduma castanea là một loài bướm đêm thuộc phân họ Arctiinae, họ Erebidae.